# Geschiedenis van Oceanië
De geschiedenis van Oceanië omvat de geschiedenis van Australië, Nieuw-Zeeland, Papoea-Nieuw-Guinea, Fiji en andere Pacifische staten.

## Eerste nederzettingen
Tijdens het Vroegpaleolithicum was Oceanië nog onbewoond. Vroege mensensoorten als Homo erectus lijken de Lijn van Weber niet overgestoken te hebben.
Vrij snel nadat de vroege moderne mens Afrika verlaten had en in Zuid-Azië aankwam (ca. 100.000 jaar geleden) bereikten de voorouders van de Aborigines Australië (mogelijk al zo'n 65.000 jaar geleden). 
Op Nieuw-Guinea ontstond al vroeg een landbouwende cultuur. Bij Kuk zijn tekenen van de aanwezigheid van landbouw gevonden daterend tot 9000 v.Chr., vergelijkbaar met vondsten in het Midden-Oosten en Oost-Azië. De hooglanden van Nieuw-Guinea waren een van de naar schatting negen plaatsen wereldwijd waar landbouw zelfstandig tot stand kwam. Deze bereikte echter nooit Australië.

## Polynesische expansie
De verder afgelegen Oceanische eilanden werden pas vanaf zo’n 2000 jaar geleden bezet door de Lapitacultuur. 
Het Tuʻi Tonga-rijk ontstond rond het jaar 950 en breidde uit tussen 1200 en 1500.  Tuʻi Kanokupolu is een titel die er sindsdien en nu nog steeds door de vorsten van Tonga wordt gedragen. De eerste echte ‘koning’ van Tonga was George Tupou II van Tonga. Hij werd benoemd in 1893. 
Al van 1850 trachtte Seru Epenisa Cakobau de Fiji-eilanden te verenigen. Hij werd er de eerste Tuʻi Viti, of koning van Fiji, een titel die vanaf 1874 werd doorgegeven aan de Britse Kroon. Het Grote Concilie der Opperhoofden (The Great Council of Chiefs) werd ingericht op de Fiji-eilanden in 1876.

## Eerste Europeanen in Oceanië
Oceanië werd voor het eerst gezien door de ogen van Europeanen in de 16e eeuw en 17e eeuw, wanneer de Nederlander Abel Tasman rond 1640 aan land ging in Noordwest-Australië, Tasmanië, Nieuw-Zeeland, Tonga en Fiji. In de 18e eeuw werd Oceanië ook uitgebreid bezocht en in kaart gebracht door James Cook.
In 1789 brak er op het beroemde schip de HMS Bounty een muiterij uit tegen kapitein William Bligh. Verschillende muiters wouden ontsnappen aan de Royal Navy en slaagden erin om zich te vestigen op de Pitcairneilanden. Deze eilanden werden later een Britse kolonie. 

## Kolonisatie
In 1788 werd Australië een Britse kolonie. In 1840 volgde Nieuw-Zeeland en de Fiji werden gekoloniseerd in 1872. In feite werden enorm veel van de Oceanische eilanden deel van het Britse Rijk. Naast de Britten waren er ook andere Europese machten welke controle uitoefenden over bepaalde delen van Oceanië. Zo was Nieuw-Caledonië vanaf 1853 een territorium van Frankrijk, evenals Frans-Polynesië vanaf 1889. Duitsland bouwde er ook kolonies (bijvoorbeeld Duits-Nieuw-Guinea in 1884 en Samoa in 1900). Naast Europa zochten ook de Verenigde Staten naar territoria in Oceanië. Zo werd Hawaii een Amerikaans territorium in 1898. Verscheidene meningsgeschillen tussen de Verenigde Staten, Duitsland en het Verenigd Koninkrijk betreffende Samoa leidden tot de Tripartite Convention in 1899. 

## Begin van de 20e eeuw
Tijdens de Eerste Wereldoorlog werden de Duitse kolonies in Oceanië overgenomen door de geallieerden (waar ook Japan deel van uitmaakte). In de Tweede Wereldoorlog viel Japan binnen in Nieuw-Guinea, de Salomonseilanden en andere Oceanische eilanden. Zij werden teruggestuurd tijdens de Slag in de Koraalzee en de Kokoda Track Campaign. Uiteindelijk werd Japan verslagen in 1945.

## Einde van de 20e eeuw
Australië en Nieuw-Zeeland werden dominions tijdens de 20e eeuw.  Dankzij het Statuut van Westminster in 1942 en 1947 konden ze zelf een wetgeving uitbouwen, onafhankelijk van het Verenigd Koninkrijk. Hawaii werd een staat van de Verenigde Staten in 1959. Fiji en Tonga werden onafhankelijk in 1970, waarna vele andere eilandstaten in Oceanië volgden. In 1971 ontstond het South Pacific Forum, dat later in 2000 het Pacific Islands Forum werd. Deze organisatie bevordert de samenwerking tussen de 16 landen uit Oceanië. Het eiland Bougainville is geografisch gezien deel van de Salomonseilanden, maar politiek gezien deel van Papoea-Nieuw-Guinea. In 1975 trachtte dit eiland onafhankelijk te worden, echter zonder succes. Omwille hiervan brak er in de jaren ’90 een burgeroorlog uit op dit eiland. Uiteindelijk verkreeg het eiland meer autonomie, maar het is nooit onafhankelijk geworden. 
In de jaren ’80 veroorzaakte Frankrijk oproer door het uitvoeren van nucleaire testen in Oceanië (op de atol Moruroa). Verscheidene milieuorganisaties, waaronder Greenpeace met het schip de Rainbow Warrior, kwamen hiertegen in opstand. De Franse geheime diensten brachten het schip echter tot zinken in 1985 in Auckland (Nieuw-Zeeland) om te vermijden dat het Moruroa zou bereiken. 

## Moderne tijd
In 1975 werd Oost-Timor onafhankelijk van Portugal, maar het werd al snel binnengevallen door Indonesië. Uiteindelijk werd Oost-Timor in 2002 officieel onafhankelijk verklaard. De Fiji hebben een recente tragische geschiedenis achter de rug van enkele staatsgrepen in 1987, 2000 en 2006. Tussen 2001 en 2007 stuurde de Australische politie van de Pacific Solution vele asielzoekers terug naar de Oceanische landen waar ze vandaan kwamen. Australië, Nieuw-Zeeland en andere naties namen deel aan de RAMSI (Regional Assistance Mission to Solomon Islands)in 2003 na een verzoek om hulp. Tegenwoordig komt Oceanië ook vaak in de media omwille van de opwarming van de aarde. Vele landen hebben regelmatig te kampen met grote droogten en zware stormen. En door de stijging van de zeespiegel is het mogelijk dat verscheidene landen in Oceanië volledig onder de zeespiegel zouden komen te liggen. Hiervoor worden nu verdragen en dergelijke gesloten met Australië en Nieuw-Zeeland om de bevolking van bedreigde landen op te vangen en onderdak de bieden wanneer zulke rampen zich zouden voordoen.
Vandaag de dag telt Oceanië 14 onafhankelijke landen:
- Australië
- Fiji
- Kiribati
- Marshalleilanden
- Micronesië
- Nauru
- Nieuw-Zeeland
- Palau
- Papoea-Nieuw-Guinea
- Salomonseilanden
- Samoa
- Tonga
- Tuvalu
- Vanuatu

Daarnaast worden Indonesië en Oost-Timor soms ook tot Oceanië gerekend omdat zij er (gedeeltelijk) geografisch zijn gesitueerd.
Geschiedenis van: Australië · Fiji · Kiribati · Marshalleilanden · Micronesia · Nauru · Nieuw-Zeeland · Palau · Papoea-Nieuw-Guinea · Salomonseilanden · Samoa · Tonga · Tuvalu · Vanuatu · Noordelijke Marianen · Guam · Amerikaans-Samoa · Cookeilanden · Frans Polynesië · Nieuw-Caledonië · Pitcairneilanden · Wallis en Futuna